# GJ 1245
V1581 Laboda (V1581 Cygni, V1581 Cyg; G 208-44/208-45, GJ 1245) je trojni zvezdni sistem od Sonca oddaljen 14 svetlobnih let v ozvezdju Laboda. V sistemu so zvezde: G 208-44 A, G 208-44 B in G 208-45. Vse tri so precej temne z navideznimi siji: 15,31, 15,72 in 18,46. Tudi njihov absolutni izsev je manj od stotisočine Sončevega. Sistem je Osončju 37-ti znani najbližji zvezdni sistem.